# Ascogrammitis oxapampensis
Ascogrammitis oxapampensis är en stensöteväxtart som beskrevs av Michael Sundue. Ascogrammitis oxapampensis ingår i släktet Ascogrammitis och familjen Polypodiaceae. Inga underarter finns listade.